# Pulsatilla ajanensis
Pulsatilla ajanensis là một loài thực vật có hoa trong họ Mao lương. Loài này được Regel & Tiling miêu tả khoa học đầu tiên năm 1859.